# Pakiet z Bali
Pakiet z Bali – międzynarodowa umowa handlowa podpisana na 9. Konferencji Ministerialnej Światowej Organizacji Handlu na Bali 7 grudnia 2013. Pakiet zawiera umowy obejmujące uproszczenia procedur dotyczących wymiany handlowej oraz poprawę bezpieczeństwa żywnościowego państw rozwijających się. Jest to pierwszy globalny układ zawarty przez wszystkich członków Światowej Organizacji Handlu (WTO).
Pakiet z Bali przyjęto w ramach rundy negocjacyjnej z Dohy, podczas której od 2001 omawiano liberalizację handlu poprzez subsydiowanie rolnictwa, prawo patentowe, regulacje antydumpingowe oraz ochrona własności intelektualnej. Negocjacje nad porozumieniem prowadzono na konferencji trwającej od 3 do 6 grudnia 2013. Podczas rozmów natknięto się na liczne trudności. Indie odrzucały zapis o krajach rozwijających, których subwencje państwowe służące tworzeniu rezerw żywnościowych dla biednych będą dozwolone tylko w czteroletnim okresie przejściowym. Z kolei Kuba, Boliwia, Nikaragua i Wenezuela sprzeciwiały się embargu nałożonemu przez Stany Zjednoczone na Kubę. Ostatecznie wszystkie strony podpisały porozumienie. Przewodniczący WTO Roberto Azevedo, powiedział wówczas: "Po raz pierwszy w historii, WTO rzeczywiście dotrzymała słowa".
Po podpisaniu porozumienia na Bali, każdy z kraj musi ratyfikować umowę. Pakiet z Bali składa się łącznie z 10 umów. Pakiet umów zawiera przepisy dotyczące obniżenia ceł importowych i dotacji dla rolnictwa krajów rozwijających się, aby umożliwić konkurencję z krajami rozwiniętymi na rynkach światowych. Innym ważnym punktem pakietu jest reforma biurokracji i formalności celnych w celu ułatwienia światowej wymiany handlowej. Według ekonomistów efektem wykorzystania pakietu z Bali będzie utworzenie 21 milionów nowych miejsc pracy i obniżenie kosztów prowadzenia handlu międzynarodowego o 10-15%.